# عبد الله فهاد العنزي
عبد الله فهاد هندي فهد العنزي (1976 - )؛ نائب سابق في مجلس الأمة الكويتي.

## سيرته
عبد الله فهاد حاصل على بكالوريوس هندسة، وهو عضو الزمالة في التحكيم بالمركز العربي للتحكيم وعضو سابق في المجلس البلدي، شارك بانتخابات مجلس الأمة الكويتي 2016 وفاز بالانتخابات عن الدائرة الرابعة في المركز الخامس ب3,545 صوت.

## أبرز مواقفه في مجلس الأمة
| استجواب الوزيرة هند الصبيح (يناير 2018)                  | مع الاستجواب |
| استجواب الوزير بخيت الرشيدي (2018)                       | ضد الاستجواب |
| استجواب الوزيرة هند الصبيح (مايو 2018)                   | ممتنع        |
| استجواب الوزير خالد الروضان (2019)                       | مع الاستجواب |
| استجواب الوزير محمد الجبري (2019)                        | ضد الاستجواب |
| استجواب الوزير نايف الحجرف (2019)                        | غير موجود    |
| استجواب الوزير براك الشيتان (2020)                       | ضد الاستجواب |
| استجواب الوزير أنس الصالح (أغسطس 2020)                   | مع الاستجواب |
| استجواب الوزير سعود هلال الحربي (أغسطس 2020)             | ضد الاستجواب |
| استجواب الوزير سعود هلال الحربي (سبتمبر 2020)            | ضد الاستجواب |
| استجواب الوزير أنس الصالح (سبتمبر 2020)                  | مع الاستجواب |
| تصويت فتح باب ما يستجد من أعمال (تعديل النظام الانتخابي) | موافق        |